# Mas Vermell (Reus)
El Mas Vermell és una masia de Reus (Baix Camp) situada a la partida d'Aigüesverds, entre el camí d'Aigüesverds i el barranc de Mascalbó, a poca distància del Mas del Xap o del Chap, que és a l'altra banda del barranc, cap al sud-est, en territori de Mascalbó. És un mas bastant gran, tot pintat del color que li dona el nom. Antigament n'havien dit el Mas del Baladre. Als terrenys del mas s'han trobat fragments de ceràmica campaniforme.

## Descripció
El mas és una construcció de planta rectangular, organitzada en un volum de tres alçades. La més alta és a la part posterior, facilitant que la planta tercera doni al terrat que fa de coberta de les dues alçades de la part frontal del mas. A la dreta s'hi enganxa el cos de la planta baixa on hi ha un magatzem o estable. La façana principal, que és de dues plantes, s'organitza amb un eix de simetria central, que ordena el balcó i les finestres de la planta superior i les finestres de la planta baixa i la porta d'entrada, que en aquest cas se situa a la dreta.
L'estat actual del mas i dels corrals és deficient. Té iniciada una modificació del terrat amb coberta d'uralita.